# Lomariopsis vestita
Lomariopsis vestita är en ormbunkeart som beskrevs av Eugène Pierre Nicolas Fournier. Lomariopsis vestita ingår i släktet Lomariopsis och familjen Lomariopsidaceae. Inga underarter finns listade.